# David Jack
David Jack (Bolton, 3 aprile 1899 – Londra, 10 settembre 1958) è stato un calciatore e allenatore di calcio inglese.

## Carriera
Ha collezionato 295 presenze e 144 goal con il Bolton e successivamente 113 goal in 181 partite nell'Arsenal. È stato il primo calciatore al mondo ad aver realizzato un gol nel vecchio Wembley Stadium ed il primo ad essere acquistato per una cifra superiore a £10.000, passando dal Bolton all'Arsenal nell'estate del 1928. Ha disputato 9 partite con la Nazionale di calcio dell'Inghilterra, segnando 3 reti.

## Palmarès

### Giocatore

#### Competizioni nazionali
- Campionato inglese: 3

Arsenal: 1930-1931, 1932-1933, 1933-1934
- Coppa d'Inghilterra: 3

Bolton: 1922-1923, 1925-1926
Arsenal: 1929-1930
- Community Shield: 3

Professionisti: 1923
Arsenal: 1930, 1931, 1933

### Allenatore

#### Competizioni nazionali
- Campionato irlandese: 1

Shelbourne: 1953